# Phytomyza angelicae
Phytomyza angelicae is een vliegensoort uit de familie van de mineervliegen (Agromyzidae). De wetenschappelijke naam van de soort is voor het eerst geldig gepubliceerd in 1874 door Kaltenbach.

## Mijn
Hij mineert bladeren van Apiaceae. De vorm is rond of ovaal. De kleur is in het begin groen, maar later geelachtig gekleurde op een blad. In het begin bevindt de mijn zich tussen het weefsel van het blad, maar later wordt deze zichtbaar aan de bovenzijde. Meestal zijn er meerdere larven die samen in één mijn leven. De larve verlaat de mijn voordat het verpoppen begint, door een boogvormige insnijding in de onderste laag van het blad.

## Waardplanten
Hij komt voor op:
- Aegopodium podagraria (Zevenblad)
- Angelica archangelica (Grote engelwortel)
- Angelica sylvestris (Gewone engelwortel)
- Heracleum sphondylium (Gewone berenklauw)
- Laserpitium latifolium
- Siler montanum

Op Aegopodium is hij zeldzaam. Mogelijk komt hij ook voor op Caucalis. 